# Valentino (ribelle)
Valentino (latino: Valentinus; ... – 368) è stato un generale romano ribelle che combatté contro il comes Teodosio in Britannia.
Il suo nome è riportato come Valentino in Ammiano, ma come Valentiniano in Zosimo, Girolamo e Giordane.

## Biografia
Valentino, originario della provincia romana della Pannonia Valeria, era il fratello della moglie del vicarius Massimino. Commise un grave delitto e fu inviato in esilio in Britannia romana, dove si adoperò per rivoltarsi contro il comes Teodosio (padre dell'imperatore Teodosio I), corrompendo soldati e altri personaggi con la promessa di lauti compensi.
Teodosio venne a sapere dei progetti di Valentino e, quando giunse il momento, lo consegnò al generale Dulcizio assieme ai pochi che l'avevano sostenuto, ordinando che fossero messi a morte.